# Roman Hruska
Roman Lee Hruska (  /ˈrʌskə/ ) (16 de agosto de 1904 – 25 de abril de 1999) fue un abogado y político estadounidense que se desempeñó como senador republicano de los Estados Unidos por el estado de Nebraska . Hruska era conocido como uno de los conservadores más vocales en el Senado durante las décadas de 1960 y 1970.
Hruska también fue cofundador de la Douglas Theatre Company, con sede en Nebraska.

## Vida y carrera
Hruska nació en David City, Nebraska, uno de 11 hijos de padres inmigrantes checos . En 1917, su familia se mudó a Omaha, Nebraska, donde se graduó de la escuela secundaria. Asistió a la Universidad de Omaha (ahora Universidad de Nebraska-Omaha ) y a la Facultad de Derecho de la Universidad de Chicago y se graduó de la Facultad de Derecho de la Universidad de Creighton en 1929. Regresó a Omaha para ejercer la abogacía. 
En 1944, Hruska entró por primera vez en política cuando aceptó un puesto en la Junta de Comisionados del Condado de Douglas, Nebraska, en lugar de un amigo que había renunciado recientemente. Fue miembro regular de 1944 a 1945 y presidente de 1945 a 1952.  Durante su tiempo en la junta de comisionados, Hruska también formó parte del comité asesor de la Junta de Control de Nebraska de 1947 a 1952.  Fue presidente de la Asociación de Funcionarios del Condado de Nebraska de 1950 a 1951 y vicepresidente de la Asociación Nacional de Funcionarios del Condado de 1951 a 1952. 
Hruska fue elegido para la Cámara de Representantes de los Estados Unidos por el segundo distrito de Nebraska, dominado por Omaha, en 1952 . Cumplió sólo parte de un mandato, ya que se postuló para un escaño en el Senado de los Estados Unidos en 1954, que quedó vacante tras la muerte de Hugh Butler .  Hruska ganó, fue reelegido en 1958, 1964 y 1970, y sirvió en el Senado hasta su jubilación en 1976. Su oponente en 1958 y 1970 fue Frank B. Morrison . Hruska no se presentó a la reelección para un cuarto mandato completo.
Incluso después de que Nixon renunciara, Hruska lo defendió y afirmó que Watergate sólo se convirtió en un escándalo como parte de un esfuerzo partidista para atacar a Nixon. 
Hruska se convirtió en un miembro influyente del Comité de Asignaciones del Senado y del Comité Judicial del Senado . Hruska votó a favor de las Leyes de Derechos Civiles de 1957,  1960,  1964,  y 1968,  así como de la Enmienda 24 a la Constitución de los EE. UU.,  la Ley de Derechos Electorales de 1965,  y la confirmación de Thurgood Marshall en la Corte Suprema de los EE. UU .   Aunque el Congreso estuvo controlado por los demócratas durante todo su mandato en el Senado, era conocido como un legislador hábil y se decía que había influido en muchos de los cambios del sistema de justicia penal federal durante su época. Era miembro de la minoría de mayor rango del Comité Judicial en el momento de su jubilación.
El 10 de octubre de 1978, el presidente Carter firmó una ley que cambió el nombre del Centro de Investigación de Animales de Carne de Estados Unidos (USMARC), ubicado en el condado de Clay, Nebraska, por Hruska. El Palacio de Justicia Federal Roman L. Hruska en Omaha también lleva su nombre. Además, el Centro de Derecho Roman L. Hruska en Lincoln, Nebraska, alberga el Colegio de Abogados del Estado de Nebraska .

### Comentarios sobre la mediocridad
En 1970, Hruska se dirigió al Senado, instándolo a confirmar la nominación de G. Harrold Carswell a la Corte Suprema por parte de Richard Nixon. En respuesta a las críticas de que Carswell había sido un juez mediocre, Hruska argumentó:
Incluso si fuera mediocre, hay muchos jueces, personas y abogados mediocres. Tienen derecho a un poco de representación y a unas pequeñas oportunidades, ¿no es así? No podemos tener todos los Brandeises, Frankfurters y Cardozos . 
Los demócratas aprovecharon estos comentarios y la nominación de Carswell fracasó.

## Jubilación y vida personal
Hruska regresó a Omaha en 1976 y vivió allí hasta su muerte. El 10 de abril de 1999 se cayó y se rompió la cadera. Murió quince días después por complicaciones durante el tratamiento. Fue enterrado en el Cementerio Bohemio de Omaha.
Hruska se casó con Victoria Kuncl Hruska. Tuvieron tres hijos: Jana, Quentin y Roman, Jr.